# Karlová
Karlová (ungarisch Turóckárolyfalva – bis 1907 Károlyfalu) ist eine Gemeinde im Norden der Slowakei mit 112 Einwohnern (Stand 31. Dezember 2024), die zum Okres Martin, einem Teil des Žilinský kraj, gehört und zur traditionellen Landschaft Turiec gezählt wird.

## Geographie
Die Gemeinde befindet sich im Mittelteil des Turzbeckens (slowakisch Turčianska kotlina) am Bach Karlovský potok. Das Ortszentrum liegt auf einer Höhe von 468 m n.m. und ist 13 Kilometer von Martin entfernt.
Nachbargemeinden sind Rakovo im Norden, Ďanová im Nordosten, Blatnica im Osten und Süden sowie Laskár im Westen.

## Geschichte
Der Ort wurde zum ersten Mal 1272 als Wyfalu schriftlich erwähnt, mit der Bedeutung „Neudorf“, und war damals Besitz von Murín, dem Sohn von Gregor. 1279 tauschte der comes Rečko das Dorf gegen Pravno. Im Jahr 1331 gehörte Karlová den Söhnen eines gewissen Karol, später dem landadligen Geschlecht Kossuth. Von 1600 bis 1848 war das Dorf Gut des Geschlechts Benický.
1715 gab es zehn Haushalte in Karlová, 1785 hatte die Ortschaft 19 Häuser und 147 Einwohner. 1828 zählte man 20 Häuser und 112 Einwohner, die als Landwirte und Ölpresser beschäftigt waren. 1905 vernichtete eine Feuersbrunst das ganze Dorf.
Bis 1918 gehörte der im Komitat Turz liegende Ort zum Königreich Ungarn, kam danach zur Tschechoslowakei beziehungsweise heute Slowakei.

## Bevölkerung
| Jahr                | 1994 | 2004    | 2014    | 2024    |
| ------------------- | ---- | ------- | ------- | ------- |
| Anzahl der Personen | 117  | 114     | 106     | 112     |
| Unterschied         |      | −2,56 % | −7,01 % | +5,66 % |

| Jahr                | 2023 | 2024    |
| ------------------- | ---- | ------- |
| Anzahl der Personen | 110  | 112     |
| Unterschied         |      | +1,81 % |

Nach der Volkszählung 2011 wohnten in Karlová 108 Einwohner, davon 105 Slowaken. Zehn Einwohner machten keine Angabe zur Ethnie.
66 Einwohner bekannten sich zur römisch-katholischen Kirche, 27 Einwohner zur Evangelischen Kirche A. B. und vier Einwohner zur evangelisch-methodistischen Kirche. Sieben Einwohner waren konfessionslos und bei vier Einwohnern wurde die Konfession nicht ermittelt.

## Verkehr
Karlová ist über einen Abzweig aus der Straße 1. Ordnung 65 zu erreichen.